# Rhyncophoromyia trivittata
Rhyncophoromyia trivittata är en tvåvingeart som beskrevs av Malloch 1923. Rhyncophoromyia trivittata ingår i släktet Rhyncophoromyia och familjen puckelflugor. Inga underarter finns listade i Catalogue of Life.